# Golden Foot 2010

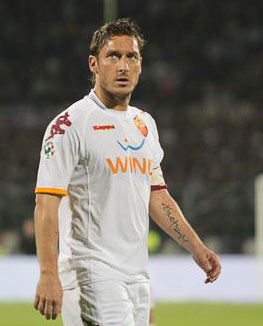
Francesco Totti con la camiseta del AS Roma.

El premio Golden Foot 2010 fue la octava entrega de este importante galardón celebrado el 11 de octubre de 2010. El futbolista Francesco Totti fue el ganador de la octava entrega.
 Totti fue elegido a la edad de 34 años mientras militaba en el equipo italiano AS Roma, club en el cual ha desarrollado toda su carrera futbolística desde 1992.

## Premio

### Ganador y nominados
| Futbolista           | Nacionalidad    | Club                 |
| -------------------- | --------------- | -------------------- |
| Francesco Totti      | Italia          | AS Roma              |
| David Beckham        | Inglaterra      | Los Angeles Galaxy   |
| Gianluigi Buffon     | Italia          | Juventus FC          |
| Didier Drogba        | Costa de Marfil | Chelsea FC           |
| Samuel Eto'o         | Camerún         | Inter de Milán       |
| Steven Gerrard       | Inglaterra      | Liverpool FC         |
| Ryan Giggs           | Gales           | Manchester United FC |
| Carles Puyol         | España          | FC Barcelona         |
| Raúl González Blanco | España          | Real Madrid C. F.    |
| Clarence Seedorf     | Países Bajos    | AC Milan             |